# Stegolepis vivipara
Stegolepis vivipara är en gräsväxtart som beskrevs av Bassett Maguire. Stegolepis vivipara ingår i släktet Stegolepis och familjen Rapateaceae. Inga underarter finns listade i Catalogue of Life.